# Вежники
Вежники — деревня в Шумячском районе Смоленской области России. Входит в состав Первомайского сельского поселения. По состоянию на 2007 год постоянного населения не имеет.
Расположена в юго-западной части области в 13 км к северо-востоку от Шумячей, в 15 км севернее автодороги А101 Москва — Варшава («Старая Польская» или «Варшавка»), на берегу реки Теребревка. В 18 км южнее деревни расположена железнодорожная станция Криволес на линии Рославль — Кричев.

## История
Усадьба ротмистра И. В. Дудинского известна с 1773 года, когда он поставил здесь деревянную Покровскую церковь. В середине XIX века Вежниками владел поручик М. И. Тарновский, затем — его вдова А. А. Тарновская, в 1880-х годах — капитан А. Н. Сорнев, в 1900-х годах — дворяне, братья Я. Я. и В. Я. Есиповичи.
Остались липовые аллеи, окружавшие усадебную территорию.
В годы Великой Отечественной войны деревня была оккупирована гитлеровскими войсками в августе 1941 года, освобождена в сентябре 1943 года.